# Michał Baryżewski
Michał Baryżewski (ur. 1948 w Sopocie) – polski architekt i projektant wzornictwa przemysłowego oraz mebli. Laureat Honorowej Nagrody SARP 2013.

## Życiorys
Jest stypendystą Fulbrighta w USA na California State University w Long Beach, USA, z wieloletnią praktyką architektoniczną w architektonicznych biurach amerykańskich takich jak Killingsworth Brady Associates w Long Beach, John Wolcott Associates w Culver City w Kalifornii. 
Współtwórca i współwłaściciel biura architektonicznego Arch-Deco w Gdyni w 1990, gdzie powstały projekty realizacji architektonicznych wielokrotnie nagrodzonych i publikowanych w kraju i zagranicą. Członek SARP (Stowarzyszenie Architektów Polskich) oraz ZPAP (Związek Polskich Artystów Plastyków). Przez kilka lat pracował na Akademii Sztuk Pięknych w Gdańsku. 
Mistrz Polski squasha w Squash Masters Open w 2004 (kategoria powyżej 50 lat). 

## Nagrody
Lista nagród i wyróżnień:
- Wyróżnienie w konkursie o Nagrodę Roku SARP 2006 – za Biurowiec LOTOS, Gdańsk,
- Nagroda II stopnia Ministra Infrastruktury w 2007 roku za zrealizowany projekt siedziby głównej Grupy Lotos SA w Gdańsku,
- Nagroda III stopnia Ministra Infrastruktury w 2005 roku za zrealizowany projekt zespołu apartamentowego w Juracie,
- III nagroda Casalgrande Padana Grand Prix Mediolan 2002 za wnętrza Wyższej Szkoły Zarządzania w Gdańsku,
- Wyróżnienie II nagroda Nagrody Polski Cement w Architekturze za rok 2001 (Wyższa Szkoła Zarządzania w Gdańsku),
- Wyróżnienie I stopnia Nagrody Roku 2001 SARP, Stowarzyszenia Architektów Polskich pod patronatem Premiera R.P., za Wyższa Szkoła Zarządzania w Gdańsku,
- Nagroda główna I stopnia Ministerstwa Rozwoju Regionalnego i Budownictwa oraz Ministerstwa Spraw Wewnętrznych i Administracji - w roku 2000, za budynek apartamentowy w Juracie,
- Wyróżnienie w konkursie Polski Cement w Architekturze, zorganizowanym przez SARP i Stowarzyszenie Polski Cement, za budynek drukarni Cezar w Białymstoku, 2000,
- Nominacja do Nagrody Roku SARP 2000 za budynek drukarni Cezar w Białymstoku,
- Nominacja do Nagrody Unii Europejskiej im. „Mies Van Der Rohe” Barcelona 2000 za budynek apartamentowy w Juracie,
- Wyróżnienie Prezydenta Miasta Gdyni, 1999, najlepsza realizacja w Gdyni za budynek mieszkalno-usługowy - „Atrium”,
- Wyróżnienie w konkursie Polski Cement w Architekturze, zorganizowanym przez SARP Stowarzyszenie Polski Cement, 1999 za budynek apartamentowy w Juracie,
- Wyróżnienie Nagrody Roku 1999 SARP, przyznane przez Stowarzyszenie Architektów Polskich za budynek apartamentowy w Juracie,
- UIA Światowy Kongres Architektury Berlin 2002 – udział w Wystawie Polskiej.
- Honorowa Nagroda SARP 2013